# Francisco Biasin
 Dom Francesco "Francisco" Biasin (Arzercavalli, 6 de setembro de 1943) é um bispo católico nascido na Itália e radicado no Brasil. É bispo emérito da Diocese de Barra do Piraí-Volta Redonda, sendo sucedido por Dom Luiz Henrique da Silva Brito.

## Biografia
Filho de Attílio Biasin e Vittoria Lazzarin. Depois de completar os estudos nos Seminários Menor e Maior de Pádua foi ordenado sacerdote no dia 20 de abril de 1968. De 1968 a 1972 foi vigário na cidade de Fosso. Em 1972 fez um curso de Espiritualidade Sacerdotal organizado pelo Movimento dos Focolares na cidade de Frascati; depois disso veio para o Brasil como sacerdote fidei donum, para trabalhar na Diocese de Petrópolis.
De 1981 a 1990 estando na Diocese de Duque de Caxias foi pároco da Catedral e Vigário-Geral. Foi membro da Comissão de Presbíteros do Regional Leste-1 da CNBB. Foi pároco na cidade de Itaguaí, confessor e diretor espiritual no Seminário Maior de Nova Iguaçu. Foi Vigário-Geral e Administrador diocesano de Itaguaí e pároco da Paróquia Santa Teresinha. Retornando para a Itália recebeu o cargo de responsável do Departamento Missionário da Diocese de Pádua.
Aos 23 de julho de 2003 foi nomeado bispo da Diocese de Pesqueira pelo Papa João Paulo II, sendo ordenado por seu predecessor Dom Bernardino Marchió no dia 12 de outubro de 2003 na Praça Dom José Lopes, em frente a Catedral de Santa Águeda, na cidade de Pesqueira. Tomando posse na mesma celebração da sua diocese.
No dia 11 de maio de 2011 foi eleito Presidente da Comissão Episcopal Pastoral para o Ecumenismo e o Diálogo Inter-religioso da CNBB, período a concluir-se em 2015.
Aos 8 de junho de 2011 o Papa Bento XVI o nomeou para bispo de Barra do Piraí-Volta Redonda, diocese na qual foi empossado no dia 28 de agosto de 2011.
No dia 27 de outubro de 2012 o Papa Bento XVI o nomeou membro do Pontifício Conselho para o Diálogo Inter-Religioso do Vaticano.